# Jules Houtart

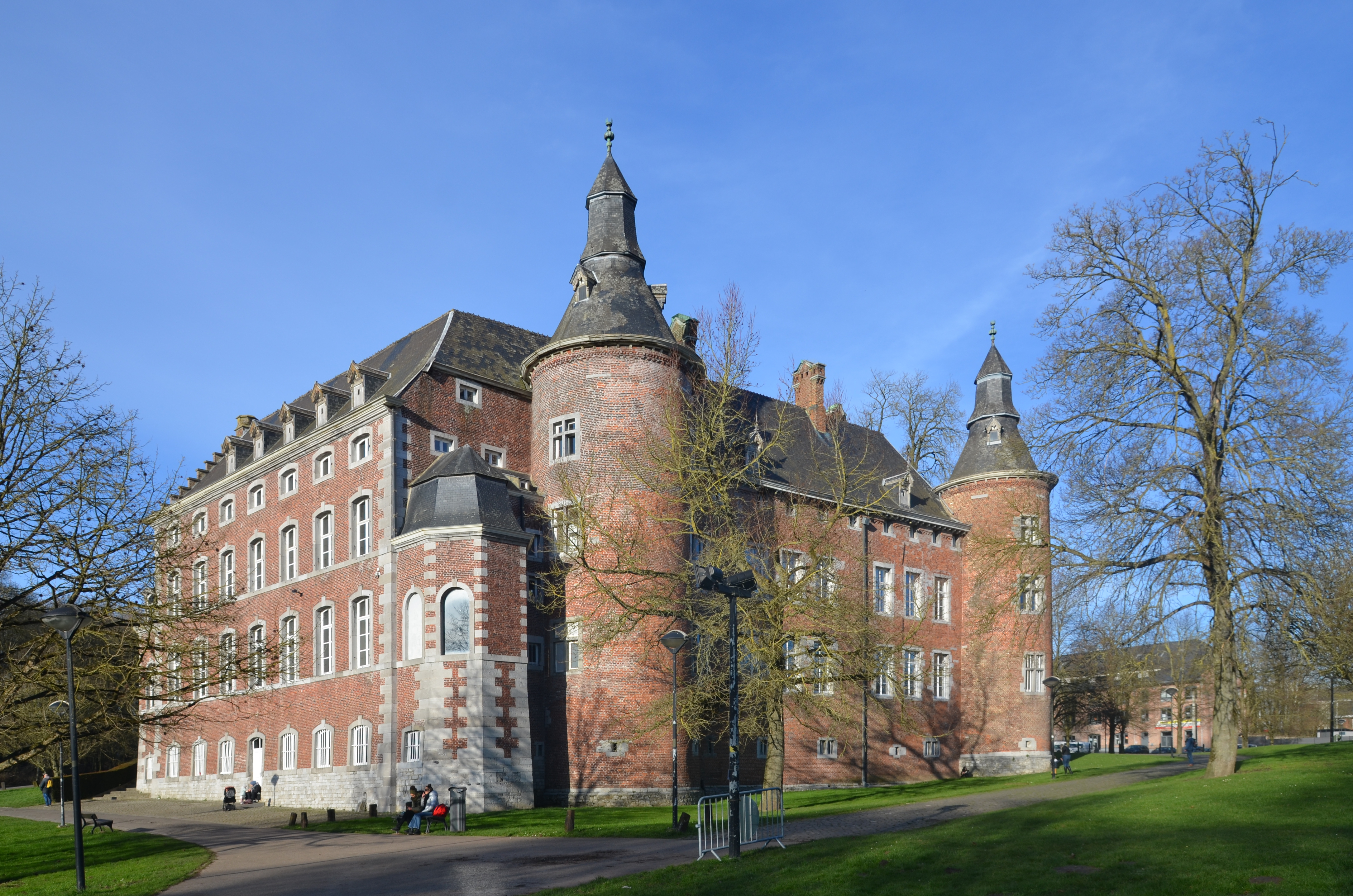
Het kasteel van Monceau-sur-Sambre, eigendom van Jules Houtart

Jean Joseph Jules Houtart (Jumet, 14 maart 1814 - Monceau-sur-Sambre, 25 mei 1902) , lid van de Belgische familie Houtart, was een Belgisch industrieel en edelman.

## Levensloop
Hij was een zoon van Emmanuel Houtart, industrieel glasblazer en van Marie-Antoinette Monseu. Gepromoveerd tot doctor in de rechten, werd hij vrederechter, maar vooral volgde hij zijn vader op als industrieel in de glasblazerij. In 1843 trouwde hij in Dampremy met Pauline Gillieaux (1826-1904), dochter van Edouard Gillieaux, burgemeester van Dampremy. Ze kregen vijf kinderen.
Voorvechter van de Pauselijke Staten, werd hij in 1871 door paus Pius IX benoemd tot pauselijk baron. In 1892 werd hij opgenomen in de Belgische erfelijke adel, met de titel baron, overdraagbaar bij eerstgeboorte.
In 1866 kocht hij het kasteel van Monceau-sur-Sambre, dat na hem bewoond werd door zijn kleinzoon Edouard (1847-1931) en dat in 1938 met het omringende domein werd verkocht aan de gemeente Monceau-sur-Sambre, later aangehecht bij Charleroi.

## Afstammelingen
- Edouard Emmanuel Jules Houtart (1844-1928) werd bankier in Doornik, als gevolg van zijn huwelijk in 1865 in deze stad met Marie de le Vingne (1842-1923), dochter van de bankier Albert de le Vingne.
  - Maurice Houtart (1866-1939) trouwde in Varsenare in 1897 met Marcelle Jooris, dochter van arrondissementscommissaris en burgemeester van Varsenare Emile Jooris. Hij werd voorzitter van de raad van bestuur van de Bank van Brussel en van de holding Brufina. Hij werd volksvertegenwoordiger, senator, minister van Financiën, minister van Staat en schepen van Doornik.
- Marie Antoine Paul Edouard Houtart (Dampremy, 23 juni 1847 - Monceau-sur-Sambre, 14 december 1931), doctor in de rechten en doctor in de wijsbegeerte en letteren, was voorzitter van de Société archéologique de Charleroi. In 1926 schonk hij aan de stad Brugge een aantal schilderijen, middeleeuwse handschriften, kantwerk enz. De schenking kwam tot stand dankzij de bemiddeling van de Brugse kunstliefhebber Camille Tulpinck. Er werd door de schenker een inventaris van gepubliceerd en het was de bedoeling een apart museum te maken op de bovenverdieping van de Civiele Griffie, die de naam 'Kabinet Houtart' kreeg. Dit werd echter maar gedeeltelijk gerealiseerd en na enige tijd opgedoekt, waarbij de handschriften in de stadsbibliotheek en de schilderijen in de stadsmusea terechtkwamen. Edouard Houtart bleef vrijgezel.